# 莘庄站 (中国铁路)
莘庄站是沪春线和沪昆高速铁路上海南联络线上的一个车站，位于中国上海市闵行区莘庄镇轨道交通莘庄站西南侧。车站由上海局集团南翔直属站管辖，2025年1月5日起车站办理上海轨道交通金山线列车乘降业务，每日有17对始发终到至金山卫的站站停列车，1对始发至车墩列车和1.5对经停列车。

## 历史
莘庄站于清宣统元年（1909年）随沪杭铁路建成，当时为四等站，设有3条股道。1957年3月，上海铁路局在规划上海铁路枢纽时计划在莘庄修建编组站，但后改为在新桥站修建。在1958年沪闵、七莘公路建成前，本站为莘庄镇主要交通设施，曾有数次客运列车停靠本站，1986年沪杭铁路外环线建成后本站停办客运业务。1992年，建设本站连接李家塘站的李莘联络线，1993年3月31日竣工:252。

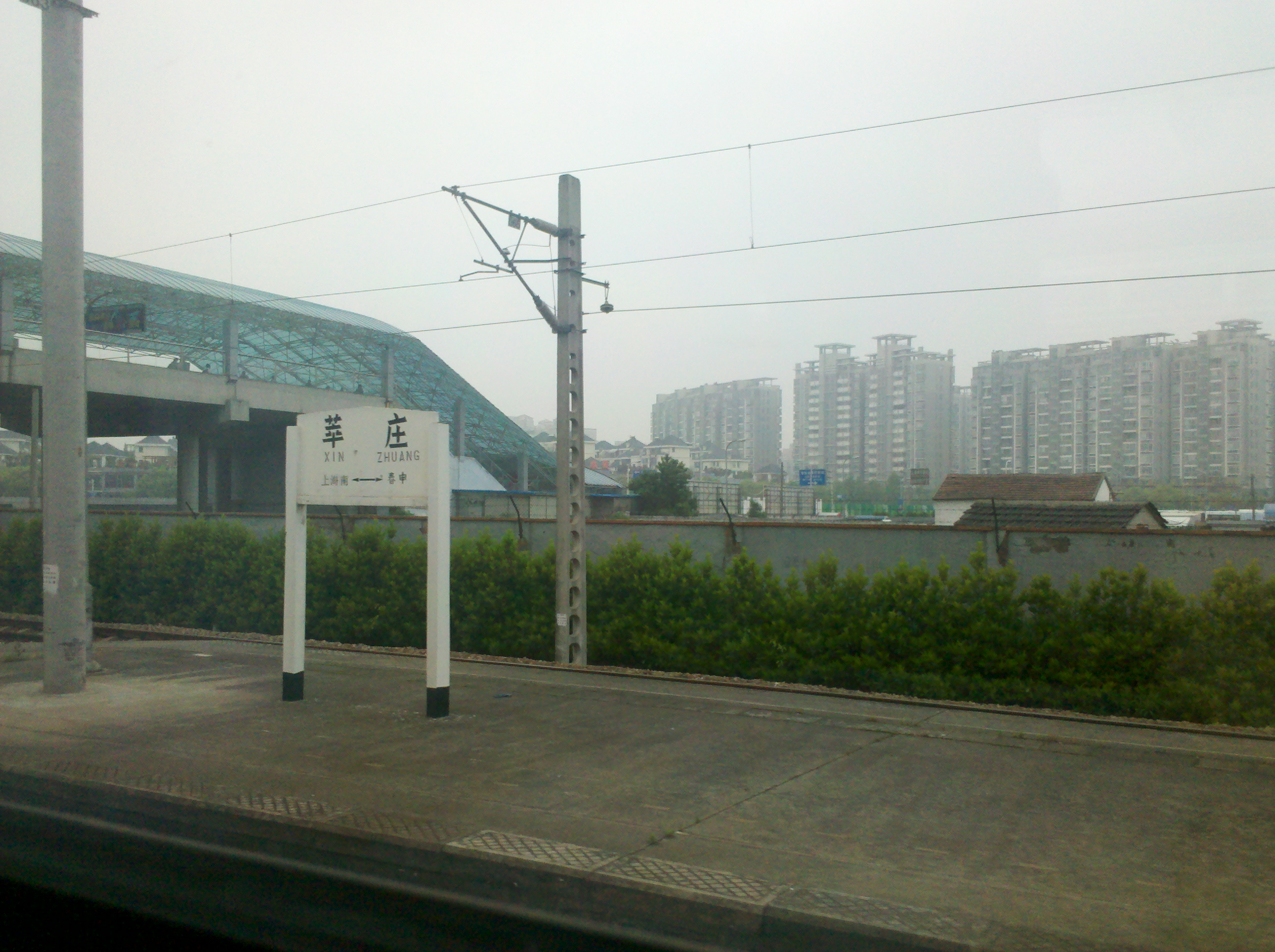
改造前的莘庄站（2012年）
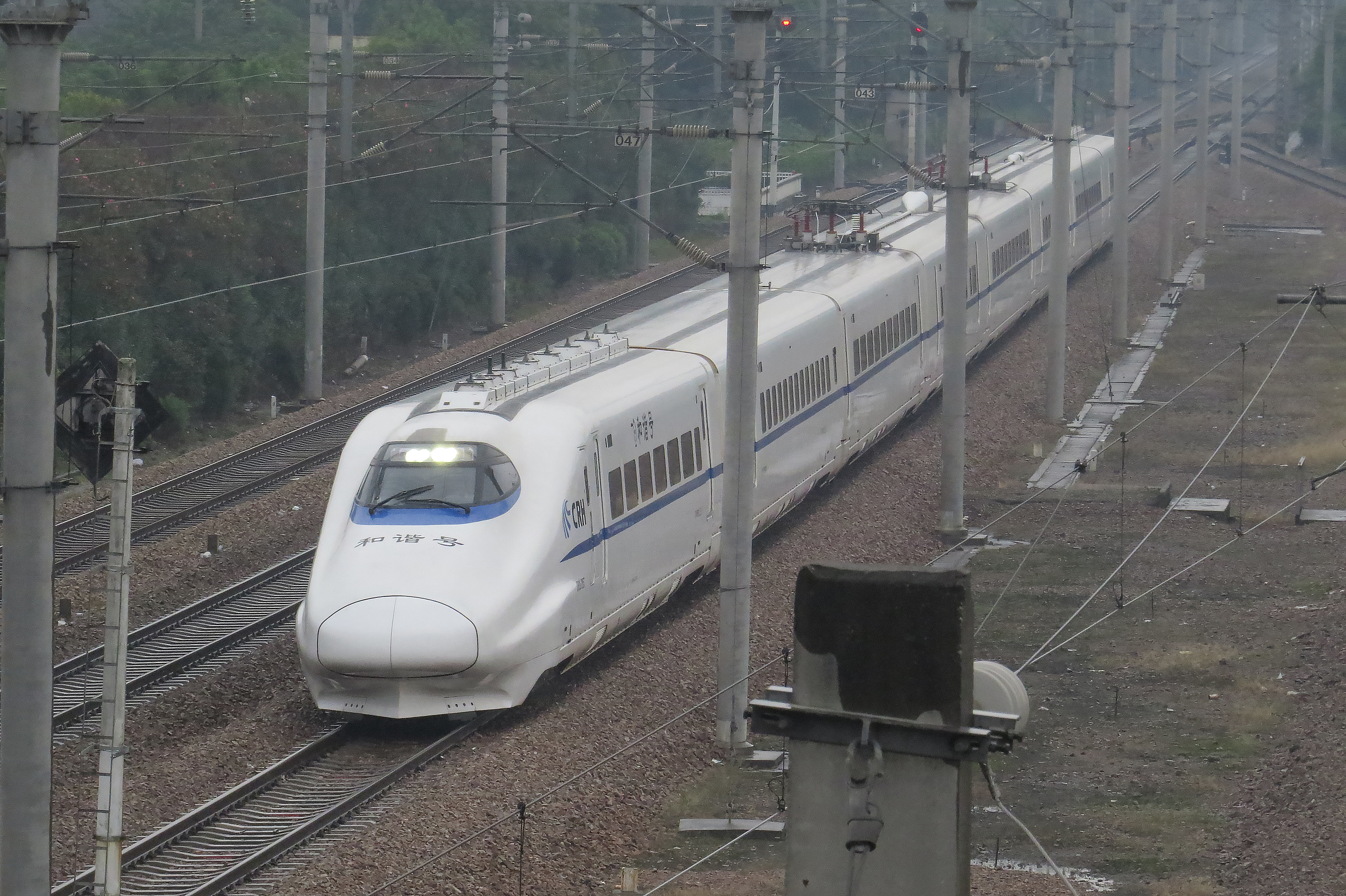
金山铁路列车通过（2015年）
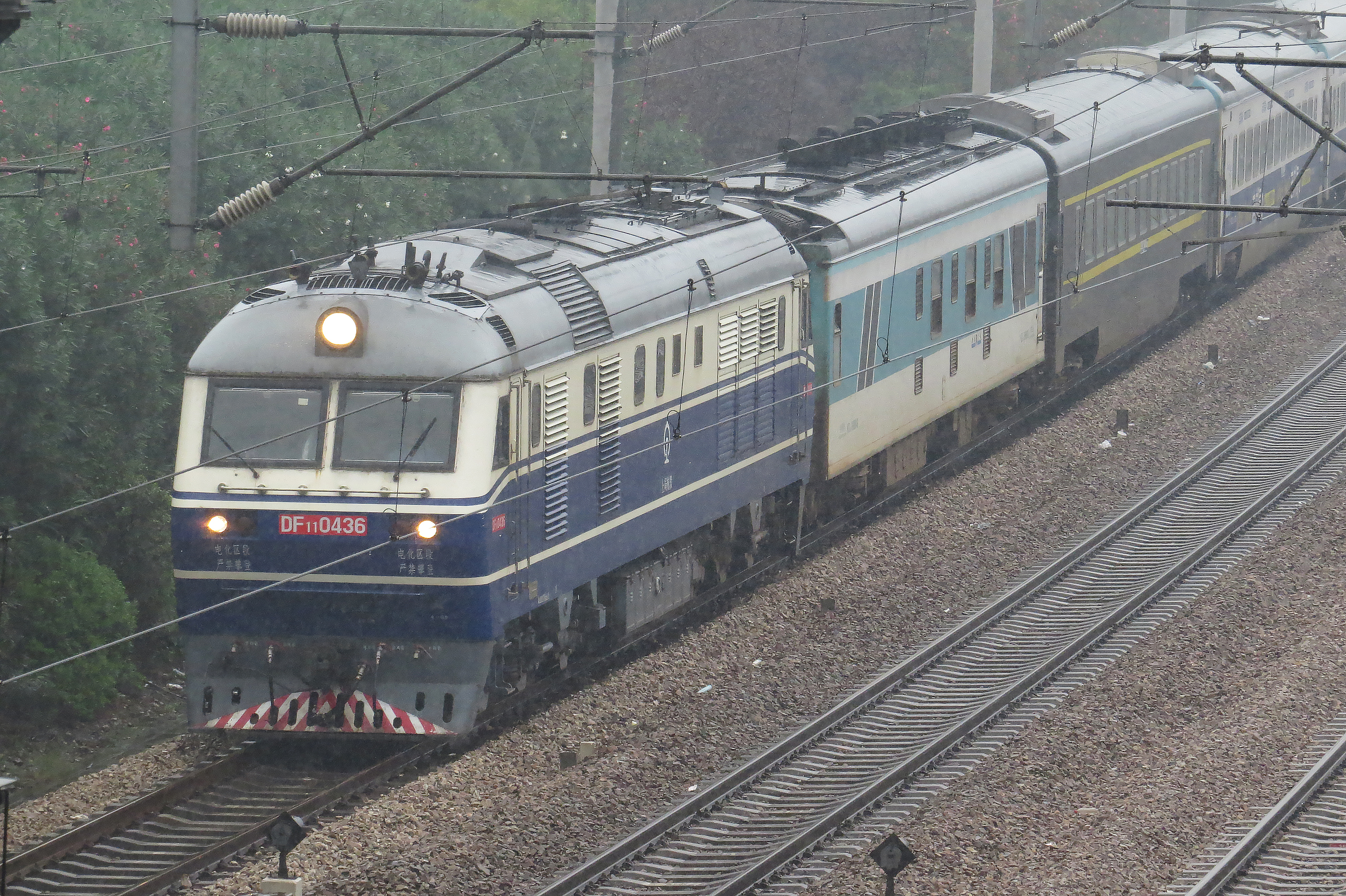
兰溪至南通的T7786次列车通过（2015年）
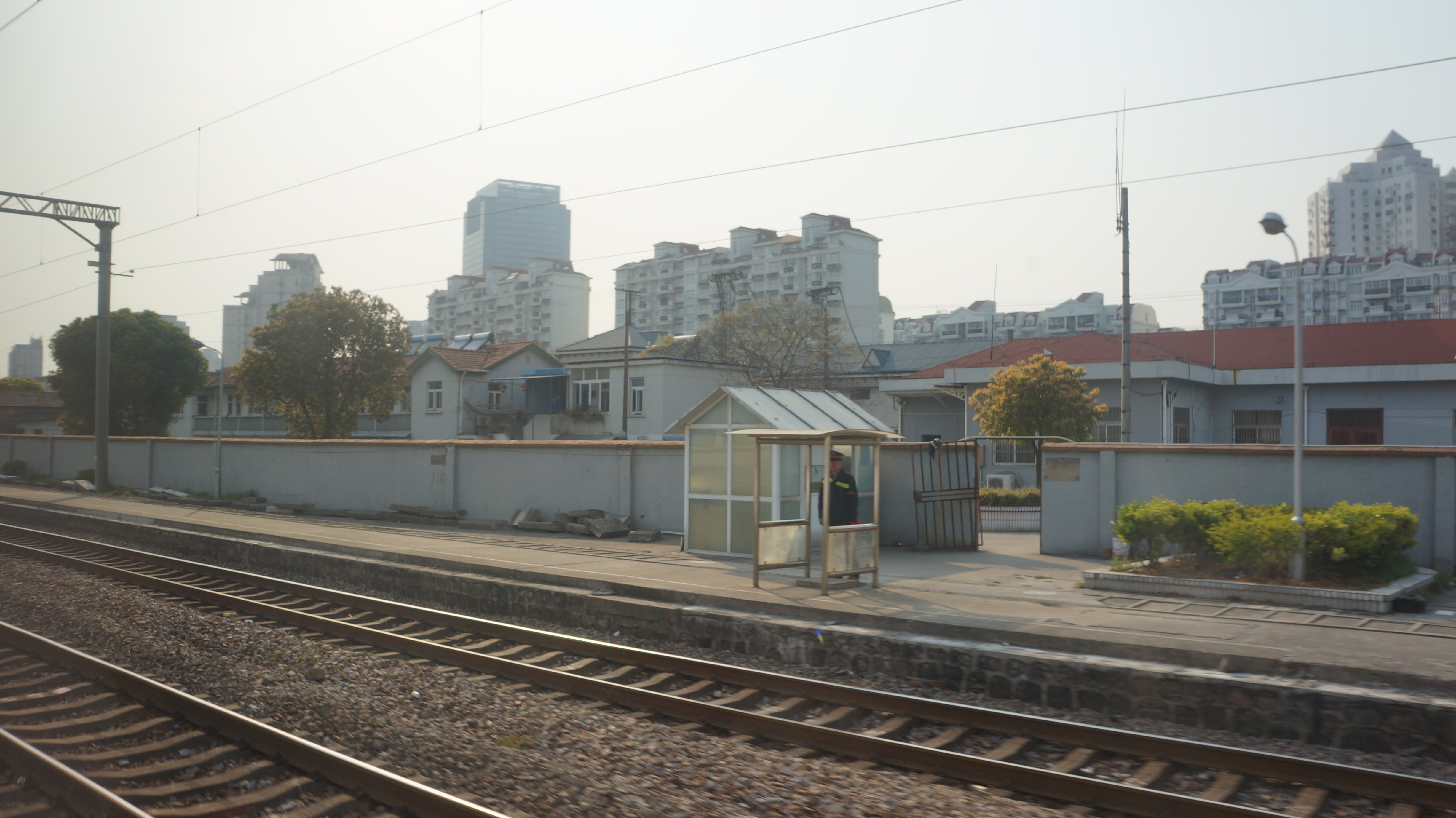
车站站房（2016年）
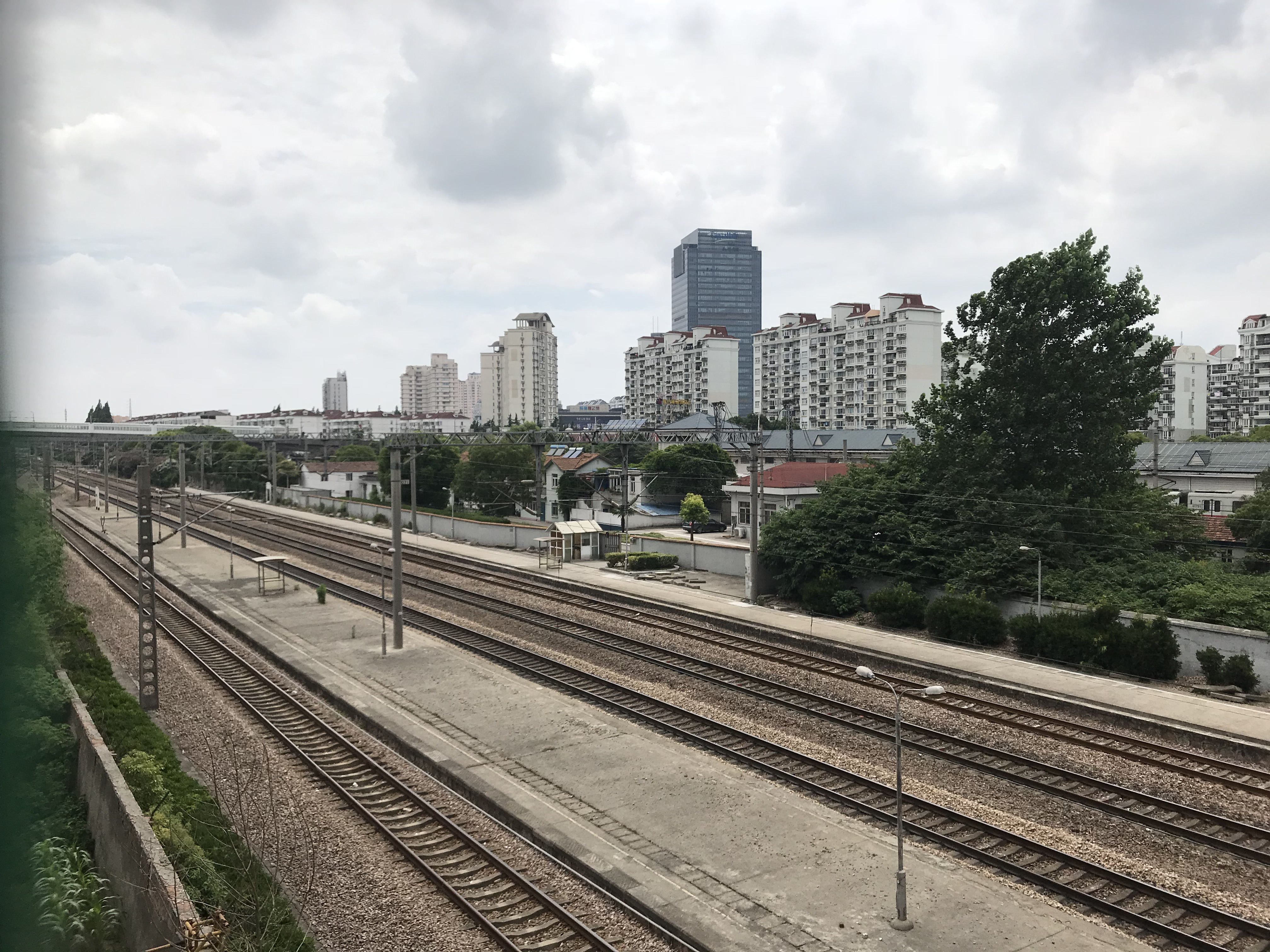
站线（2018年）

### 改造
在2012年完工的金山铁路改造工程中未进行上海南至莘庄段和李莘联络线改造工程。2021年5月10日至6月9日，中国铁路上海局集团再次进行沪杭客专上海南联络线的控制线局部调整专项规划的公示。工程计划新建莘庄站至上海南站的三、四线，扩建本站站场至3台6线，并新建面积8000平方米的高架旅客站房，此外为保证铁路限界，还将改造本站西侧的莘庄立交桥。
此外，莘庄站的上盖工程天荟计划在本站站场上空14.55米处新建长440米、宽87米的大平台。2022年6月13日，闵行区政府和上海局集团建设开发合作协议，落实天荟项目三期工程涉铁改造部分职责划分。2022年11月，”大平台“开工，预计工期3年半。在建设期间，铁路部门将既有车站沪春正线北移，在站场南侧先行建设上盖平台；在南侧的上盖平台建成后，将线路拨接至平台下区域，建设北侧上盖平台；平台完全建成后，重组站内线路，增建两条沪昆客专上海南联络线正线及旅客站台设施。
2022年12月29日，铁路部门对莘庄站股道实施北移拨接建设南侧平台，2024年1月30日完成南半侧平台主体结构的施工。2024年5月22日，将线路拨接至南侧站场，启用新信号楼，随后实施北半侧信号楼拆除及平台施工等工程。
2024年12月4日莘庄站新站场开通，本站至上海南站区间实现四线化。2025年1月5日重新开放，并从上海南站承接部分金山线始发终到列车。2025年1月17日，莘庄交通枢纽车站的出入口做出调整，地铁莘庄站的南口和新建北1口与莘庄站共用出入口，北1口的指示牌可以看到金山线的相关指示。

## 车站结构

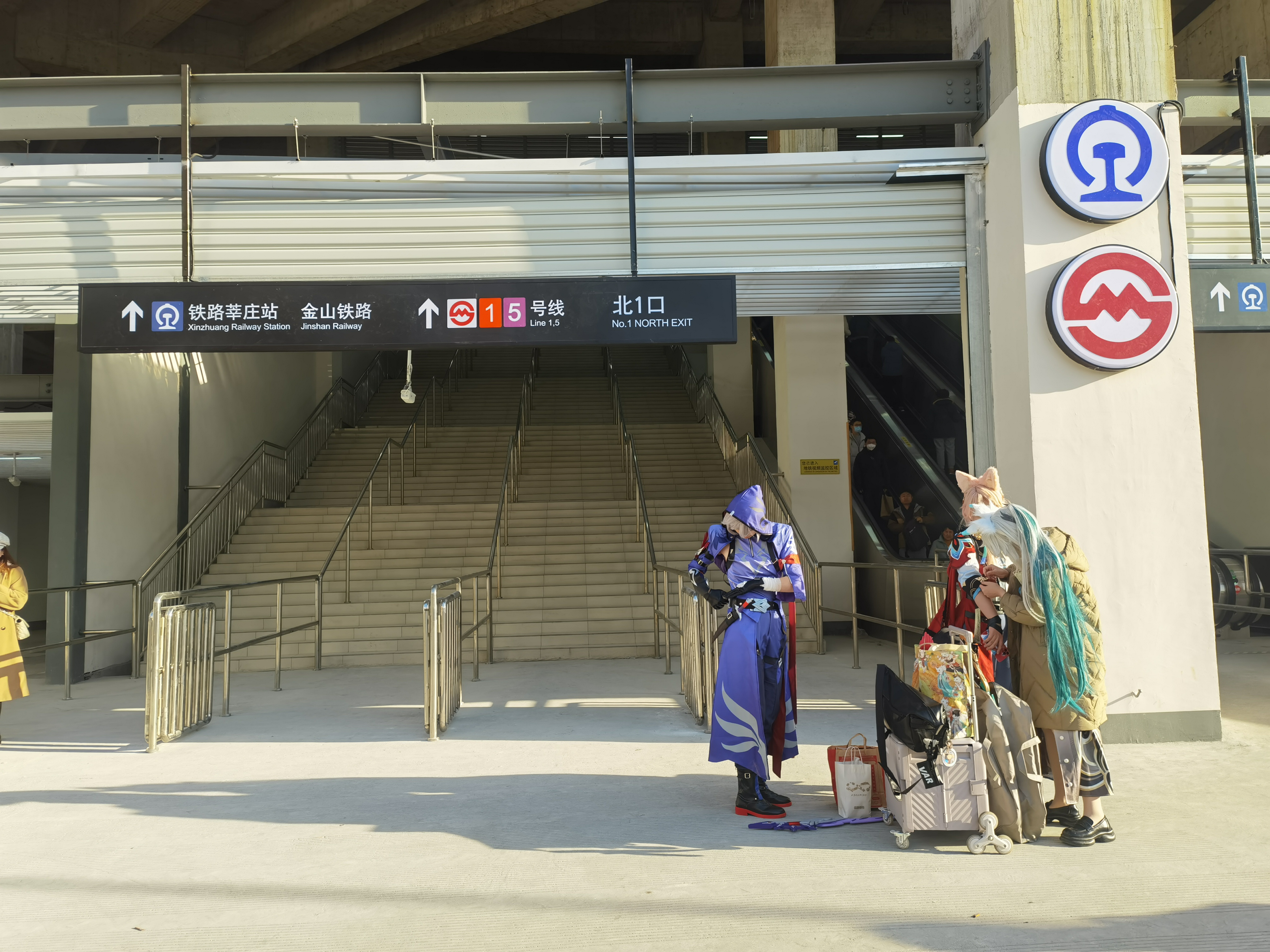
铁路莘庄站和地铁莘庄站共用的北1出入口，金山线和上海地铁的进站指示，以及中国铁路路徽和上海地铁标志并排展示。

莘庄站站房建筑面积7998平方米，位于线路上方、莘庄地铁站南天桥西侧。站房以“莘城美景，百川入海”为设计理念，外立面设有水纹形状的装饰。候车厅采取上进上出乘降模式，面积1523平方米，最高聚集人数800人；其中北侧为出站区域、南侧为进站区域，由服务台和可移动式隔断分隔。候车区域面积864平方米。候车厅二层设有商业夹层。

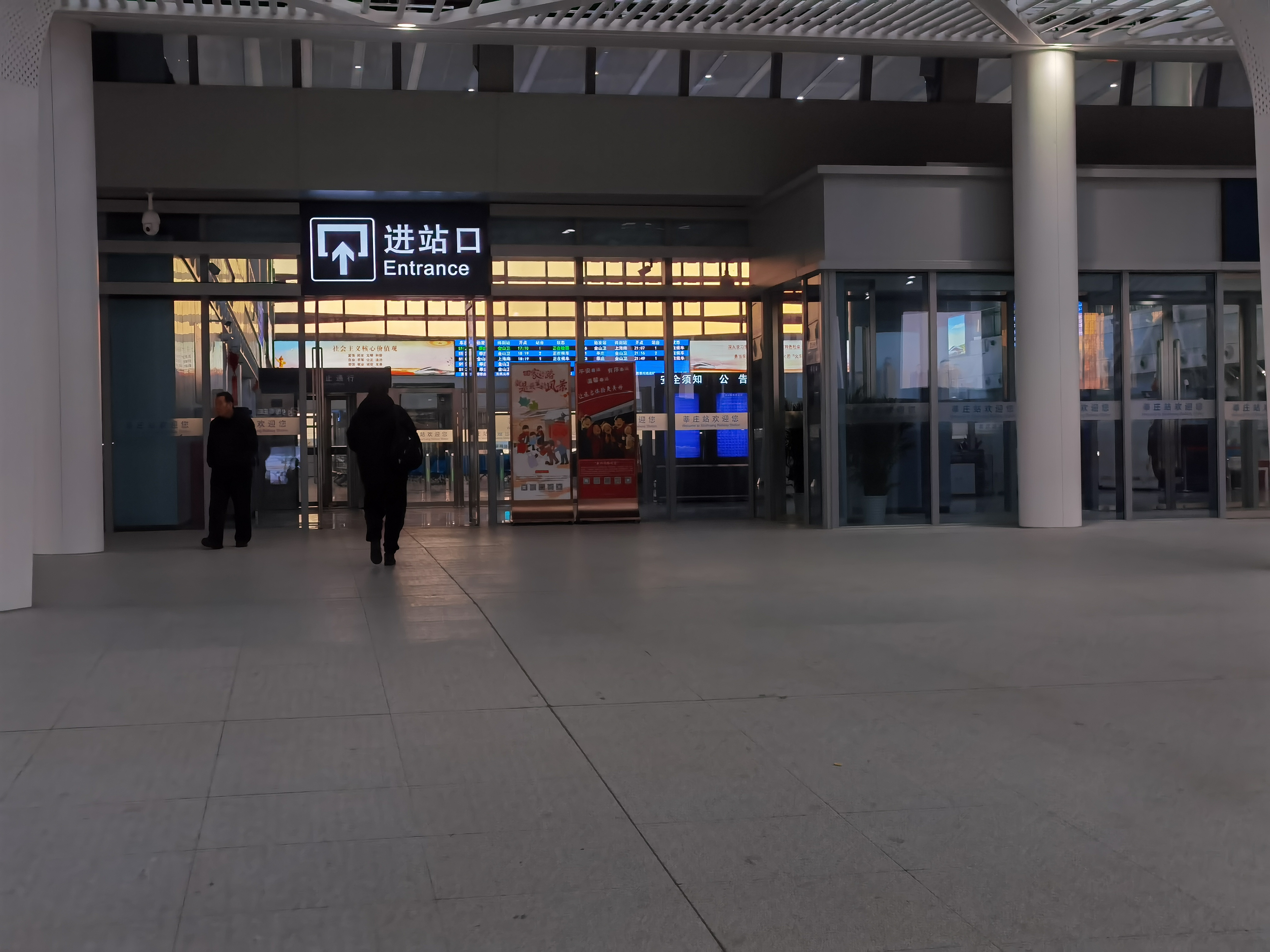
进站口
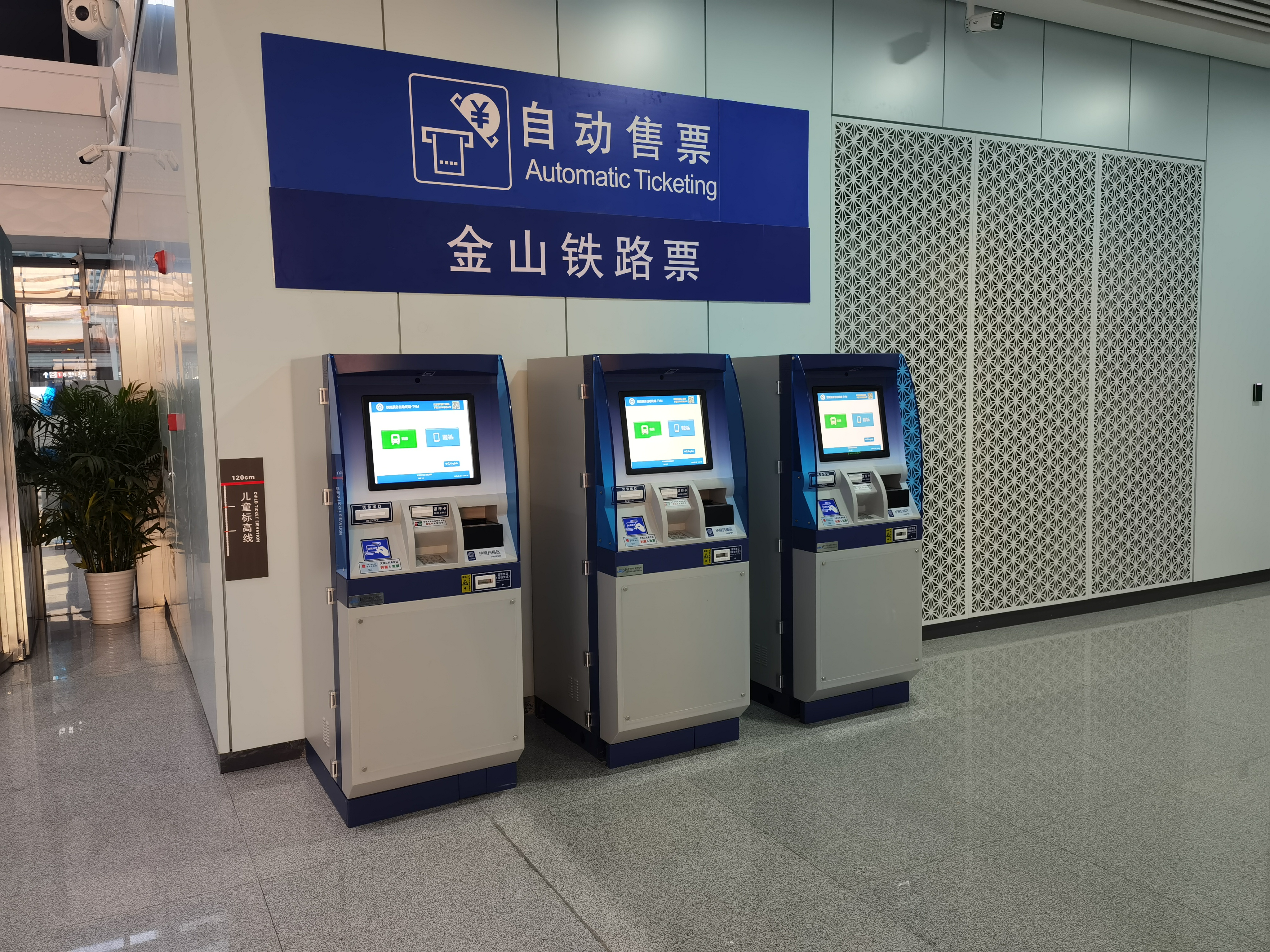
金山线售票机
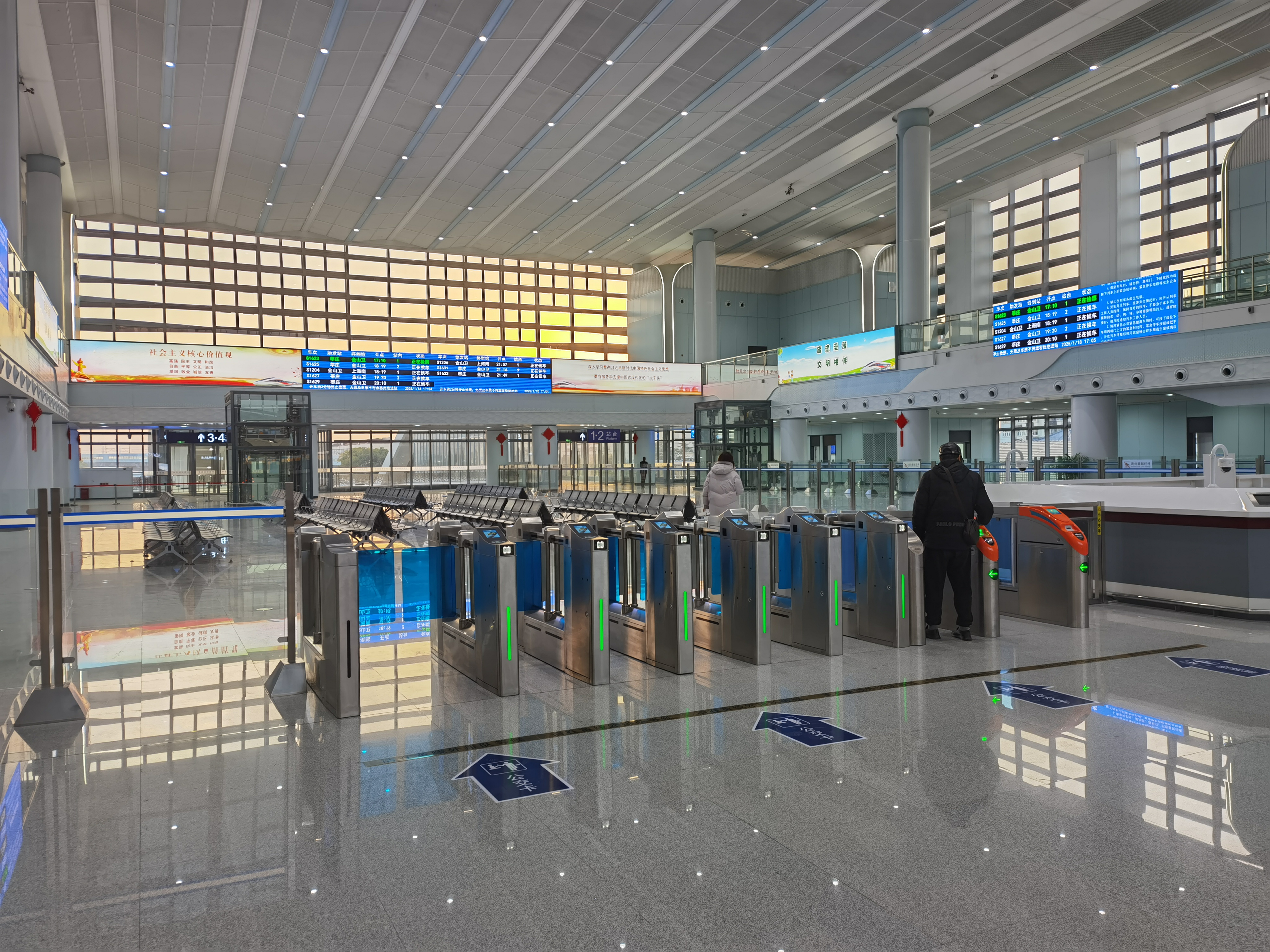
检票口
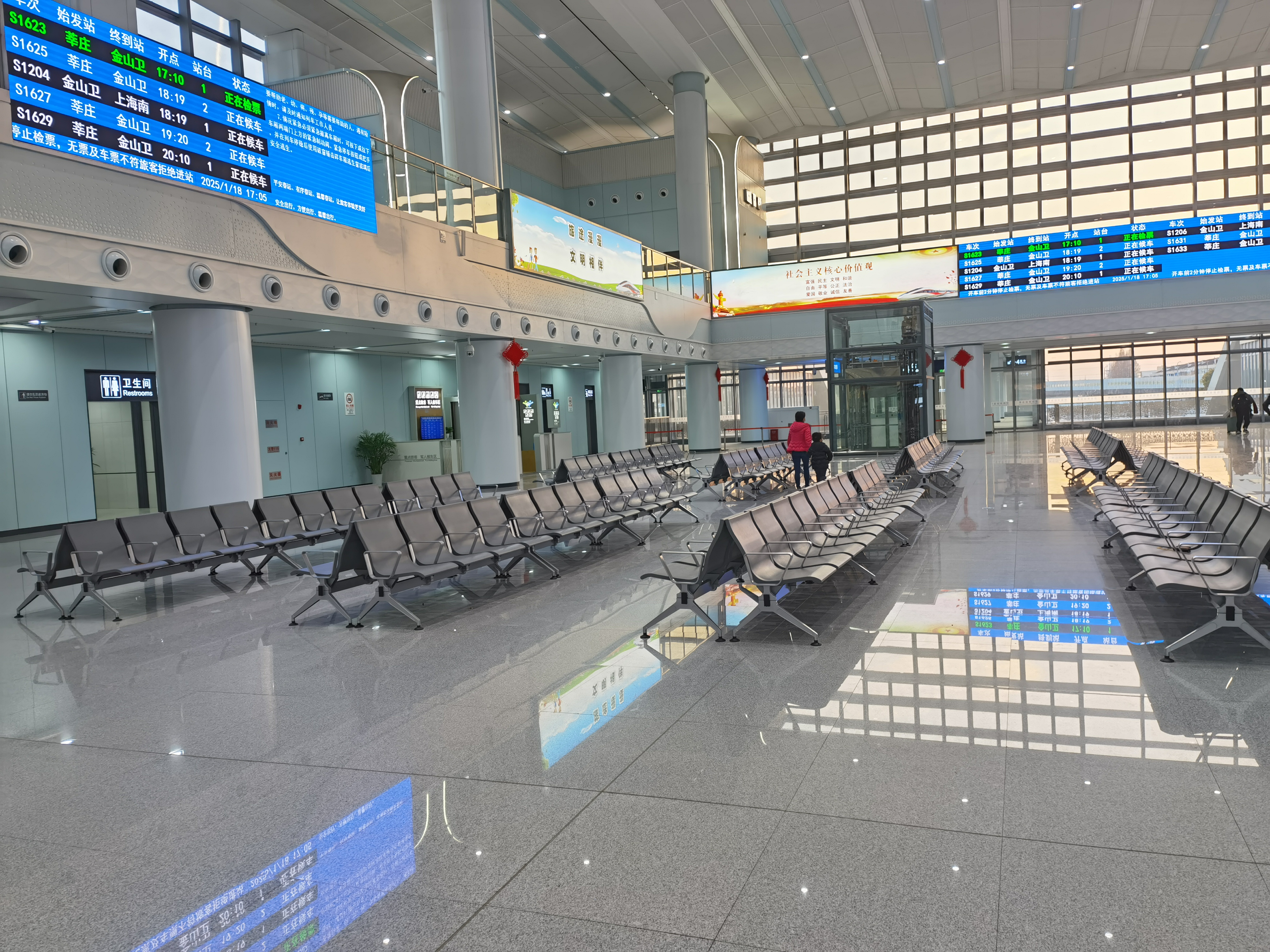
等候区
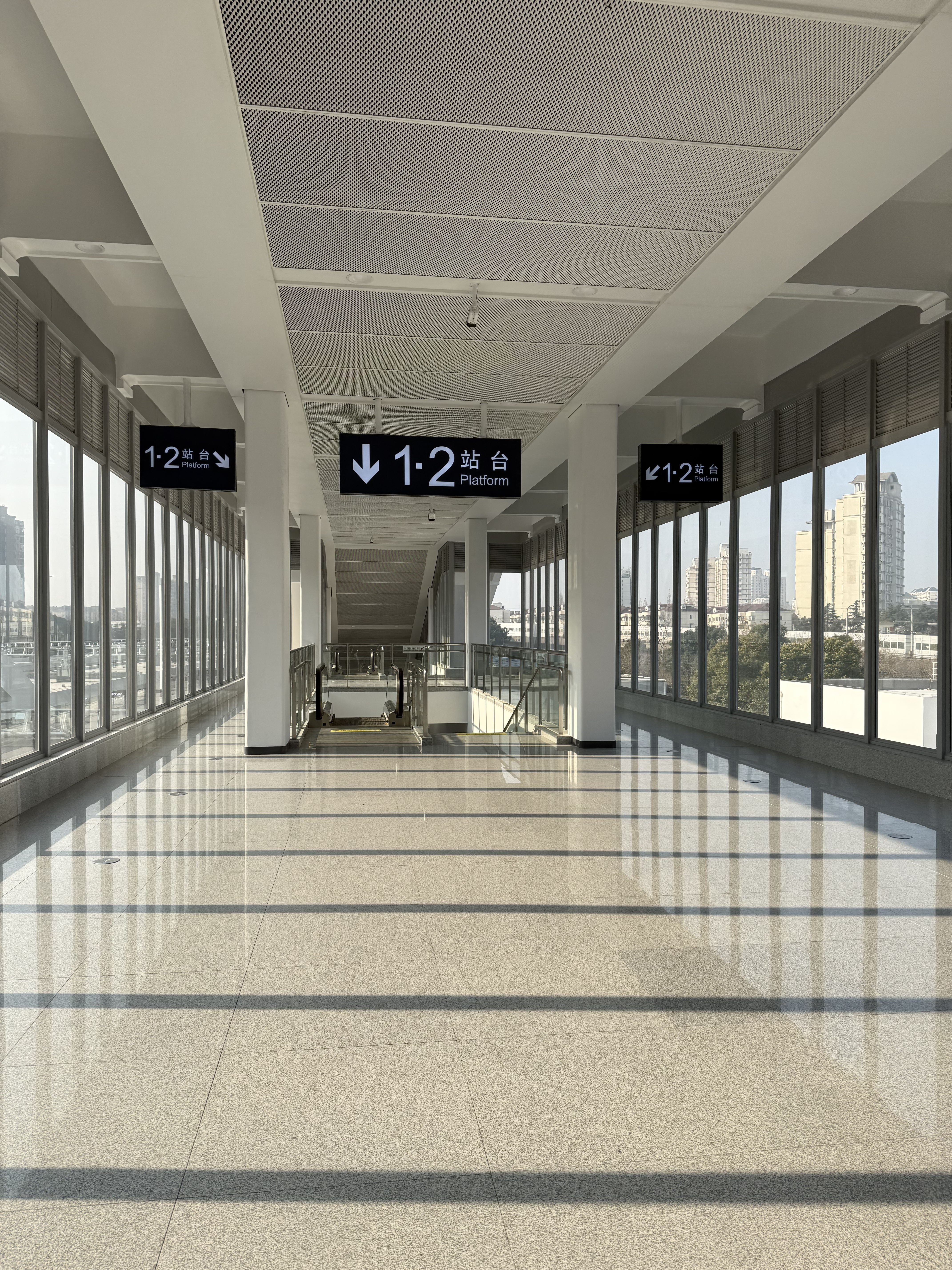
1、2站台入口

### 站场
莘庄站新站型规模3台6线，有沪春线上下行、沪昆客专上海南上下行联络线共4条正线，以及李莘联络线和1条到发线，金山线列车使用1、2站台。沪春线、上海南联络线本站至上海南站区间为4线并行。沪春线在本站西咽喉出岔连接沪苏湖铁路春申南线路所方向、沪昆线和金山线春申站方向，和莘李联络线李家塘站。

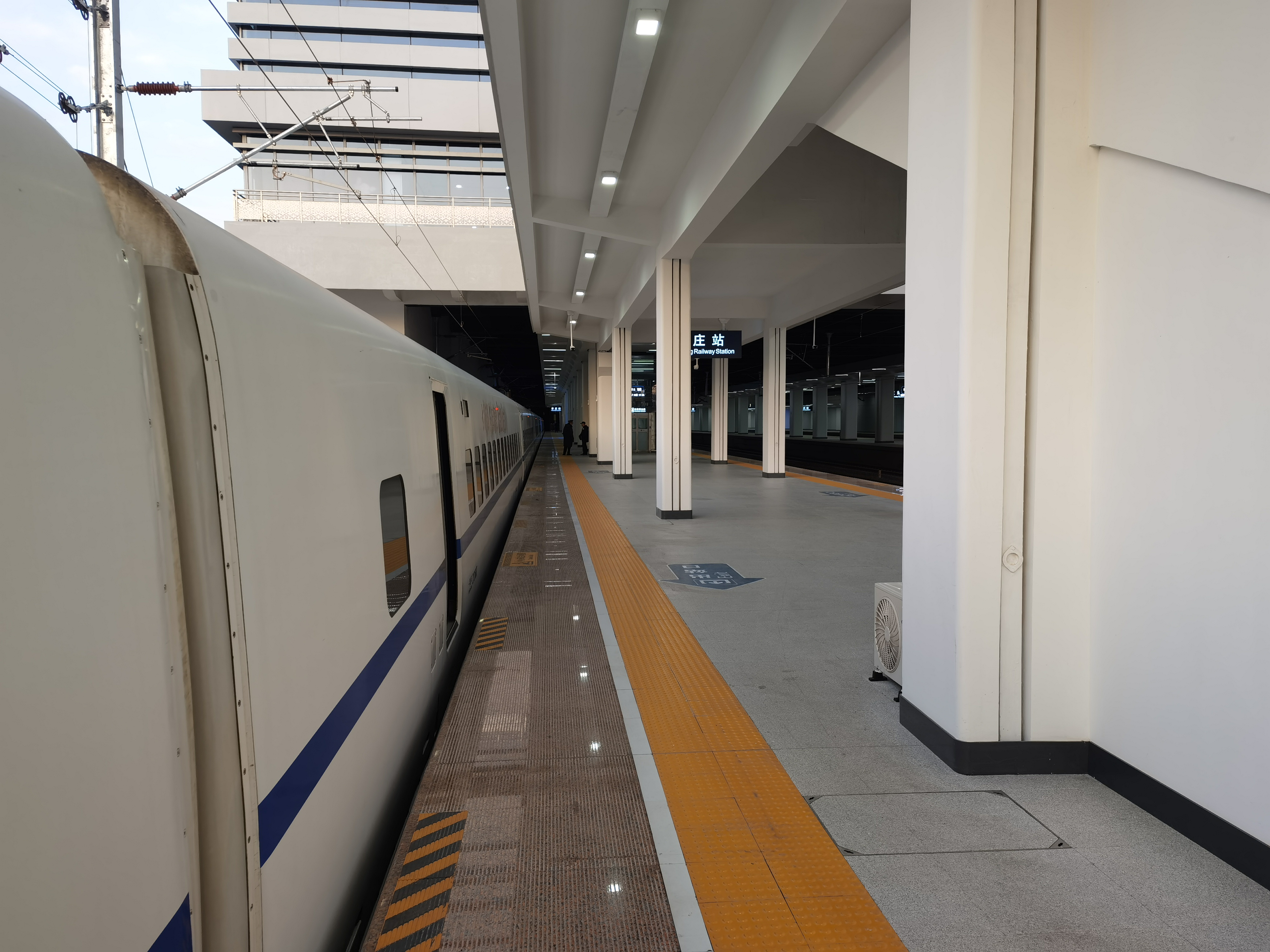
供金山线使用的1号和2号站台
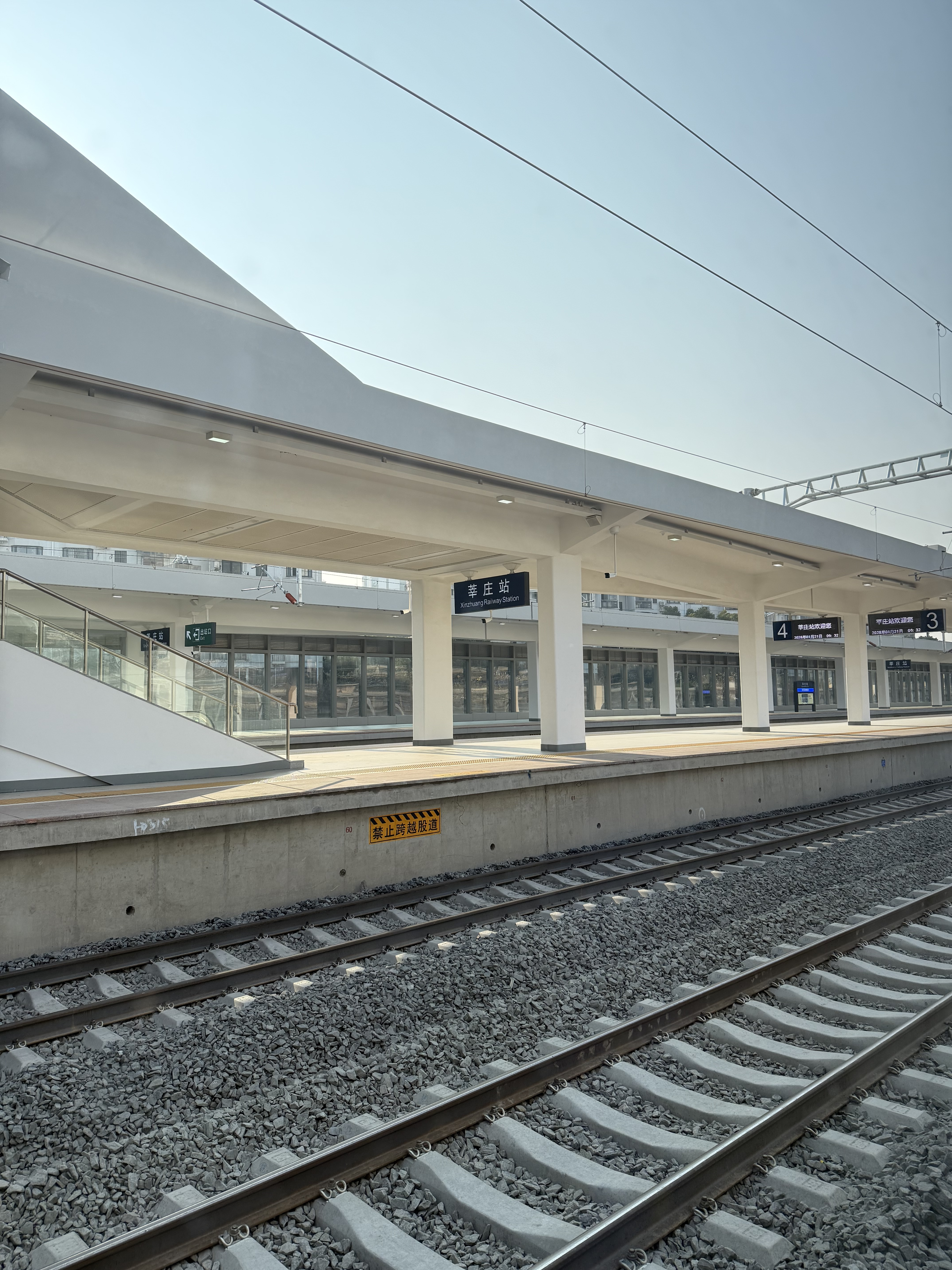
3号和4号站台

| 北↑ | 北广场 | █ 1号线、 █ 5号线莘庄站                                                |  |
| 6道 | 1      | 金山线 始发终到列车 到发线                                             |  |
|     | 岛式   |                                                                        |  |
| 4道 | 2      | 李莘联络线                                                             |  |
| Ⅱ道 |        | （沪昆铁路春申站） （沪苏湖春申南线路所）沪春铁路 上行正线（上海南站） |  |
| Ⅰ道 | 3      | （沪昆铁路春申站） （沪苏湖春申南线路所）沪春铁路 下行正线（上海南站） |  |
|     | 岛式   |                                                                        |  |
|     | 4      | （春申线路所）沪昆高铁上海南联络线 上行正线（上海南站）                |  |
|     | 5      | （春申线路所）沪昆高铁上海南联络线 下行正线（上海南站）                |  |
|     | 侧式   |                                                                        |  |
| 南↓ | 南广场 | 天荟TODTOWN                                                            |  |

- 供金山线使用的1号和2号站台
- 3号和4号站台

## 事故
- 北京时间2016年7月6日14时10分左右，一名男子从地铁莘庄站南出口的上海南线人行天桥上跳入铁路莘庄站的站场，随后被通过的金山铁路列车撞飞至另一侧路基上，随后该车紧急制动并临时停车30分钟。[25]